# Седемнадесета пехотна щипска дивизия
Седемнадесета пехотна щипска дивизия е българска военна част, формирана и действала по време на Втората световна война (1941 – 1945).

## История
Седемнадесета пехотна щипска дивизия е създадена през 1941 г. в състав два батальона от 13-и пехотен рилски полк (две дружини), 1-ва дружина от 3-ти пехотен бдински полк, 6-а дивизионна картечна дружина, 4-то товарно артилерийско отделние от 7-и артилерийски полк и 1-ва сборна свързочна рота. Командир на дивизията е полковник Борис Богданов. Влиза в състава на Първи окупационен корпус. Разформирана е през юли 1942 година.
През септември 1943 г. е създадена в Щип, в състав 48-и, 49-и, 56-и пехотни полкове, 17-и дивизионен артилерийски полк, 17 дивизионен камионен взвод, 17 дивизионна картечна дружина, 17 дивизионна бронеизтребителна дружина, 17 дивизионна болница. Командир на дивизията е полковник Никола Алексиев и е част от Пета българска армия. През септември 1944 г. дивизията взема участие в сражения срещу германските части, като изтегляйки се от Щип, Кочани, води боеве при Царево село и Бобошево, в които жертвите са 31 убити и 110 ранени. На 28 октомври 1944 г. дивизията е окончателно разформирана.

## Началници
Званията са към датата на заемане на длъжността.
| №  | звание    | име             | дати                               |
| -- | --------- | --------------- | ---------------------------------- |
| 1. | Полковник | Борис Богданов  | 1941 – юли 1942                    |
| 2. | Полковник | Никола Алексиев | септември 1943 – 13 септември 1944 |
| 3. | Полковник | Петър Тончев    | 1944                               |